# Vendinelle
Die Vendinelle ist ein Fluss in Frankreich, der im Département Haute-Garonne in der Region Okzitanien verläuft. Sie entspringt in der Nähe des Weilers Mayreville, im Gemeindegebiet von Saint-Félix-Lauragais, entwässert generell in nordwestlicher Richtung durch die Kulturlandschaft des Lauragais und mündet nach rund 20 Kilometern an der Gemeindegrenze von Vendine und Loubens-Lauragais als linker Nebenfluss in den Girou.

## Orte am Fluss
(Reihenfolge in Fließrichtung)
- La Pastourie, Gemeinde Saint-Félix-Lauragais
- Auriac-sur-Vendinelle
- La Salvetat-Lauragais
- Albiac
- Loubens-Lauragais
- Vendine